# Cep d'estiu
El cep d'estiu (Boletus reticulatus) és una espècie de fong de l'ordre dels boletals (Boletales). És un bolet comestible, però menys apreciat com el cep.

## Descripció
Barret bombat i vellutat de 5 a 20 cm de color marró. Tenen sovint, quan no hi ha massa humitat, unes esquerdes que presenten l'aspecte d'un reixat, amb solcs que s'enfosqueixen en fer-se més vells. El peu, de 13 a 16 cm, és ventrut de color marró més clar, portant una xarxa reticulada ben marcada de color blanc. Té una carn blanca i espessa que continua sent ben ferma, però que engrogueix envellint i és sovint atacada per les larves. Té una olor agradable.

## Hàbitat
Es troba a tots els boscos (tant en els fullosos com en les coníferes) una mica humits, de la fi de l'estiu al final de la tardor.

## Gastronomia
És un bon comestible. Tanmateix, la seva carn és una mica menys ferma que la dels altres boletus.